# Zampia Paleologa
Zampia Paleologa (in greco antico: Ζαμπíα Παλαιολογίνα,?, Zampia Palaiologina, anche nota come Zampea o Isabella; Costantinopoli, ... – dopo il 1423) è stata una principessa bizantina, figlia illegittima dell'imperatore Giovanni V Paleologo.

## Biografia

### Origini e nome
Zampia Paleologa, chiamata anche Zampea o Isabella, nacque fra la fine degli anni '70 e gli inizi degli anni '80 del 1300 come figlia illegittima dell'imperatore bizantino Giovanni V da una donna ignota.
In precedenza, era stata erroneamente considerata piuttosto una figlia di Manuele II, in realtà suo fratellastro, a causa di un'errata traduzione del termine greco gambros, che può significare sia cognato che genero, in riferimento al marito di Zampia, Ilario Doria. Non esistono indizi sulla madre di Zampia, anche se ipotesi comuni la vogliono un membro della famiglia Dermokaites o una donna italiana, forse veneziana, a causa del suo nome, Zampia, che altri non è che la versione greca del nome Isabella, estremamente insolito nell'Impero bizantino. Per questa ragione è stato a volte ipotizzato che Zampia o Isabella fosse piuttosto il nome di una delle sue figlie, datole in onore della nonna paterna Isabella Salvaigo, mentre la madre avrebbe portato un nome bizantino più classico. Tuttavia, in assenza di prove, i nomi Zampia e Isabella sono gli unici regolarmente usati per riferirsi a lei.

### Matrimonio e discendenza
Zampia venne cresciuta dal fratellastro Manuele, imperatore dal 1391, che nel 1392 la sposò col diplomatico genovese Ilario Doria (morto in esilio nel 1424). Per sposarla, nell'aprile 1392 Ilario si convertì all'ortodossia. La coppia visse a Costantinopoli, ad eccezione del periodo fra il 1397 e il 1403, quando Doria si recò come ambasciatore in Italia, senza la moglie, e degli ultimi due anni del loro matrimonio, quando Doria fu esiliato per cospirazione proprio contro Manuele.
Ebbero almeno due figlie, più una terza la cui legittimità è incerta:
- Zampia Paleologa Doria, anche detta Isabella, che nel 1422 sposò il principe ottomano e pretendente al trono Küçük Mustafa, rimanendo vedova l'anno seguente. Da sposata, le fu conferito il titolo di "Signora dell'Anatolia" piuttosto che il consueto "Amerissa" ("moglie dell'emiro", titolo dato alle nobili ortodosse che sposavano signori mussulmani)[1][5][10].
- Una figlia che nel 1422 sposò George Izaoul, un alleato di Demetrio Paleologo, forse uno pseudonimo o un figlio del despota deposto Giorgio de' Buondelmonti[5][11].
- Manfredina. È variamente sostenuto che sia stata la terza figlia di Zampia o una figlia solo di Doria, nata da un precedente matrimonio ignoto oppure illegittima[3][5]. Sposò Giovanni Crisolora, parente di Manuele Crisolora, da cui ebbe figli, fra cui una figlia, Teodora (m. 1441/1442), che sposò Francesco Filelfo[1][3].

### Morte
Zampia sopravvisse a suo marito, morendo quindi dopo il 1423.

## Ascendenza
|                         |   |                    | Genitori              |  |  | Nonni |  |  | Bisnonni             |  |  | Trisnonni              |  |
|                         |   |                    |                       |  |  |       |  |  | Michele IX Paleologo |  |  | Andronico II Paleologo |  |
|                         |   |                    |                       |  |  |       |  |  | Michele IX Paleologo |  |  | Andronico II Paleologo |  |
|                         |   | Anna d'Ungheria    |                       |  |  |       |  |  | Michele IX Paleologo |  |  |                        |  |
| Andronico III Paleologo |   |                    |                       |  |  |       |  |  | Michele IX Paleologo |  |  |                        |  |
|                         |   | Rita d'Armenia     | Leone III d'Armenia   |  |  |       |  |  |                      |  |  |                        |  |
|                         |   | Rita d'Armenia     | Leone III d'Armenia   |  |  |       |  |  |                      |  |  |                        |  |
|                         |   | Rita d'Armenia     | Keran d'Armenia       |  |  |       |  |  |                      |  |  |                        |  |
| Giovanni V Paleologo    |   | Rita d'Armenia     |                       |  |  |       |  |  |                      |  |  |                        |  |
|                         |   | Amedeo V di Savoia | Tommaso II di Savoia  |  |  |       |  |  |                      |  |  |                        |  |
|                         |   | Amedeo V di Savoia | Tommaso II di Savoia  |  |  |       |  |  |                      |  |  |                        |  |
|                         |   | Amedeo V di Savoia | Beatrice Fieschi      |  |  |       |  |  |                      |  |  |                        |  |
| Anna di Savoia          |   | Amedeo V di Savoia |                       |  |  |       |  |  |                      |  |  |                        |  |
|                         |   | Maria di Brabante  | Giovanni di Brabante  |  |  |       |  |  |                      |  |  |                        |  |
|                         |   | Maria di Brabante  | Giovanni di Brabante  |  |  |       |  |  |                      |  |  |                        |  |
|                         |   | Maria di Brabante  | Margherita di Fiandra |  |  |       |  |  |                      |  |  |                        |  |
| Zampia Paleologa        |   | Maria di Brabante  |                       |  |  |       |  |  |                      |  |  |                        |  |
|                         | … | …                  |                       |  |  |       |  |  |                      |  |  |                        |  |
|                         | … | …                  |                       |  |  |       |  |  |                      |  |  |                        |  |
|                         | … | …                  |                       |  |  |       |  |  |                      |  |  |                        |  |
| …                       | … |                    |                       |  |  |       |  |  |                      |  |  |                        |  |
|                         |   | …                  | …                     |  |  |       |  |  |                      |  |  |                        |  |
|                         |   | …                  | …                     |  |  |       |  |  |                      |  |  |                        |  |
|                         |   | …                  | …                     |  |  |       |  |  |                      |  |  |                        |  |
| …                       |   | …                  |                       |  |  |       |  |  |                      |  |  |                        |  |
|                         |   | …                  | …                     |  |  |       |  |  |                      |  |  |                        |  |
|                         |   | …                  | …                     |  |  |       |  |  |                      |  |  |                        |  |
|                         |   | …                  | …                     |  |  |       |  |  |                      |  |  |                        |  |
| …                       |   | …                  |                       |  |  |       |  |  |                      |  |  |                        |  |
|                         |   | …                  | …                     |  |  |       |  |  |                      |  |  |                        |  |
|                         |   | …                  | …                     |  |  |       |  |  |                      |  |  |                        |  |
|                         |   | …                  | …                     |  |  |       |  |  |                      |  |  |                        |  |
|                         |   | …                  |                       |  |  |       |  |  |                      |  |  |                        |  |